# 哈里斯角
81°35′S 161°32′E / 81.583°S 161.533°E
哈里斯角（英語：Harris Point）是南極洲的海岬，位於羅斯冰架，處於楊角以南11公里，是博蒙特灣入口處的南部，該海岬現時由南極條約體系管理。